# Томаш Буссе
Томаш Буссе (пол. Tomasz Busse; нар. 4 жовтня 1956, Лодзь, Лодзинське воєводство) — польський борець вільного стилю, срібний та бронзовий призер чемпіонатів Європи, учасник Олімпійських ігор.

## Життєпис
Виступав за клуби: «ŁKS» Лодзь та «Budowlani» Лодзь. Тренери: Тадеуш Лонпеш (перший тренер), Ян Рейковський, Євгеніуш Наймарк.
У 1975 році здобув бронзову медаль чемпіонату світу серед молоді. Наступного року став чемпіоном Європи серед молоді. Віце-чемпіон Європи серед дорослих 1981 року (100 кг) і бронзовий призер чемпіонату Європи 1984 року (100 кг). Двічі четвертий на чемпіонатах Європи (1978 — 90 кг, 1979 — 90 кг) і чотири рази п'ятий (1976—100 кг, 1977—100 кг, 1982—100 кг, 1983—100 кг). Його найвищим результатом на чемпіонатах світу було 8 місце — 1983 (100 кг).
7-разовий чемпіон Польщі: 1979 (90 кг), 1977 (100 кг), 1978 (100 кг), 1980 (100 кг), 1981 (100 кг), 1982 (100 кг), 1983 (100 кг). Він двічі вигравав срібло національних чемпіонатів (1975, 1986) і один раз бронзу (1974).
На літніх Олімпійських іграх 1980 року в Москві виступав у ваговій категорії до 100 кг. За жеребкуванням перший раунд пропустив. У другому раунді переміг Сатпала Сінгха (Індія) 18:3, у третьому раунді переміг Юліуса Стрніско з рахунком 10:6 (ЧССР), у четвертому з рівним рахунком 4:4 поступився Гаральду Бюттнеру (НДР) — який виконав останню технічну дію і, отже, здобув перемогу, у п'ятому програв Іллі Мате (СРСР) 2:9, посівши в підсумку п'яте місце на цьому турнірі.
Нагороджений, серед іншого Срібною медаллю «За високі спортивні досягнення».

## Спортивні результати на міжнародних змаганнях

### Виступи на Олімпіадах
| Змагання                    | Збірна | Вагова категорія           | Місце |
| --------------------------- | ------ | -------------------------- | ----- |
| Літні Олімпійські ігри 1980 | Польща | вільна боротьба, до 100 кг | 5     |

### Виступи на Чемпіонатах світу
| Змагання                        | Збірна | Вагова категорія           | Місце |
| ------------------------------- | ------ | -------------------------- | ----- |
| Чемпіонат світу з боротьби 1982 | Польща | вільна боротьба, до 90 кг  | 11    |
| Чемпіонат світу з боротьби 1983 | Польща | вільна боротьба, до 100 кг | 8     |

### Виступи на Чемпіонатах Європи
| Змагання                         | Збірна | Вагова категорія           | Місце  |
| -------------------------------- | ------ | -------------------------- | ------ |
| Чемпіонат Європи з боротьби 1976 | Польща | вільна боротьба, до 100 кг | 5      |
| Чемпіонат Європи з боротьби 1977 | Польща | вільна боротьба, до 100 кг | 5      |
| Чемпіонат Європи з боротьби 1978 | Польща | вільна боротьба, до 90 кг  | 4      |
| Чемпіонат Європи з боротьби 1979 | Польща | вільна боротьба, до 90 кг  | 4      |
| Чемпіонат Європи з боротьби 1980 | Польща | вільна боротьба, до 100 кг | 7      |
| Чемпіонат Європи з боротьби 1981 | Польща | вільна боротьба, до 100 кг | Срібло |
| Чемпіонат Європи з боротьби 1983 | Польща | вільна боротьба, до 100 кг | 5      |
| Чемпіонат Європи з боротьби 1984 | Польща | вільна боротьба, до 100 кг | Бронза |

### Виступи на інших змаганнях
| Змагання                           | Збірна | Вагова категорія           | Місце  |
| ---------------------------------- | ------ | -------------------------- | ------ |
| Гран-прі Німеччини з боротьби 1977 | Польща | вільна боротьба, до 100 кг | 6      |
| Гран-прі Німеччини з боротьби 1980 | Польща | вільна боротьба, до 100 кг | Бронза |

### Виступи на змаганнях молодших вікових груп
| Змагання                                      | Збірна | Вагова категорія          | Місце  |
| --------------------------------------------- | ------ | ------------------------- | ------ |
| Чемпіонат світу з боротьби серед юніорів 1975 | Польща | вільна боротьба, до 90 кг | Бронза |
| Чемпіонат Європи з боротьби серед молоді 1976 | Польща | вільна боротьба, до 90 кг | Золото |